# 赤い薬と青い薬

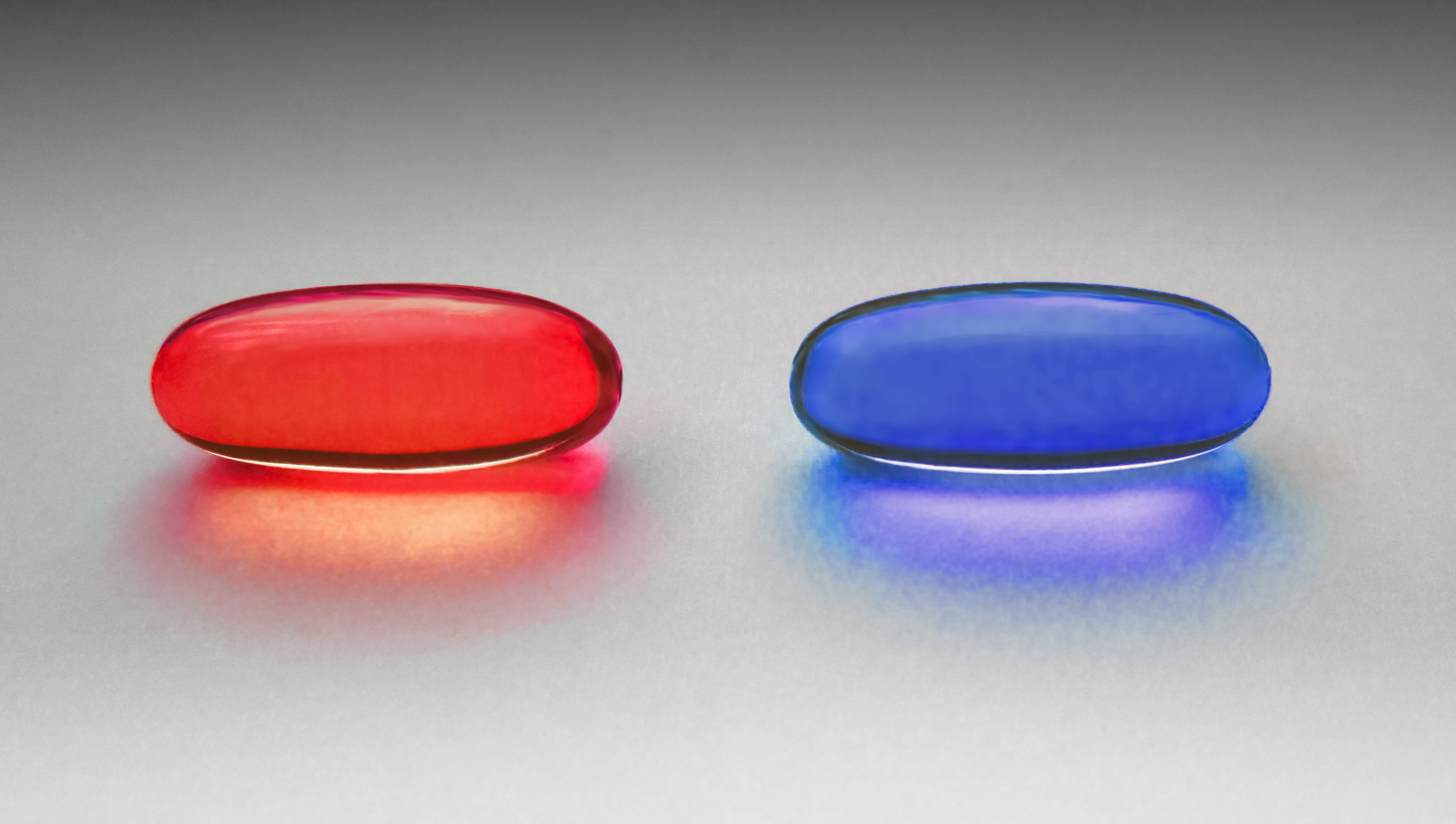
赤と青の薬（薬）は、1999年の映画『マトリックス 』に使われた印象的なモチーフである。

赤い薬と青い薬（あかいくすりとあおいくすり、英: red pill and blue pill）とは、安定した生活を失ったり人生が根底から覆るとしても真実を知りたいのか、満ち足りた、しかしなにも知らない状態であり続けたいかの二択を指して言う言葉である。1999年の映画『マトリックス』に由来していて、前者が赤い薬、後者が青い薬を飲むことに比せられている。レッドピル、ブルーピルともいう。

## 背景
映画『マトリックス』の序盤で、主人公であるネオは、反体制派のリーダーであるモーフィアスから、赤い薬と青い薬のどちらを飲むかを迫られる。モーフィアスはこう説明する。「青い薬を飲めば… 物語はそこで終わりだ。自分のベッドの上で目覚めて、そこからは自分が信じたいものを信じればいい。赤い薬を飲めば… 不思議の国にとどまることができる。このウサギの穴がどこまで深いのか見せてやろう」。赤い薬は、この時のネオにとっては知りようもない不確かな未来を象徴している。一方で青い薬を飲めば、ネオには甘美な監獄生活が約束されていたはずである。マトリックスによるシミュレーテッド・リアリティの世界で、何かに渇望することも恐怖におびえることもない、一定の制約はありつつも、満ち足りて、しかし真実からは隔絶された世界に戻ることができただろう。結局ネオは赤い薬を飲み、機械が作り出した夢の中から抜け出して現実の世界に戻る。ただし「現実の世界」でネオは、夢の中よりもつらく困難な人生を生きなければならなくなる。

### 映画『マトリックス』（1999年）

#### 神学、哲学、現代思想

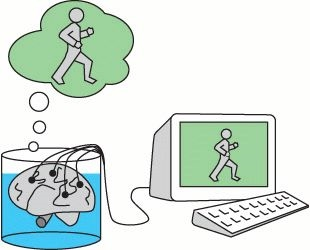
『水槽の脳』をイメージしたイラスト

ウォシャウスキー姉妹が監督をつとめた映画『マトリックス』は、グノーシス主義、実存主義、ニヒリズムなど、かつて登場した神学や哲学を参照している。その世界観についても、プラトンの洞窟の比喩や荘子の胡蝶の夢、デカルトの懐疑論、カントの現象と「物自体」をめぐる思索、ノージックの「経験機械」、水槽の脳などの思考実験を取り入れている。直接的には、白ウサギや「ウサギの穴に落ちる」というフレーズ（これはネオが「不思議の国」をみつける道筋の暗喩である）が登場するようにルイス・キャロルの『不思議の国のアリス』(1865年）の影響がある。 
また、押井守の1995年のアニメ作品『Ghost in the Shell 』（士郎正宗の漫画作品『攻殻機動隊』のアニメ化）からも強い影響をうけている。
ラナ・ウォシャウスキーは2012年のインタビューで次のように語っている。
私たちがこの映画のストーリー全体を通して何を実現しようとしているのかといえば転移〔shift〕です。ネオに訪れたような転移。つまりネオにとっては、繭にくるまれたような全てがプログラミングされた世界から、自分の人生にとっての意味を構築するところに転移するわけです。自然と私たちはこんな風に考えました。「それなら、三部作を全て観ることができた人に、主人公たちが経験したのに同じような経験をさせることもできないのか」と。一作品目がある意味で古典的なアプローチをしている理由はそこにあります。そして二作品目は脱構築的だと言えます。一作品目において真実だと思われたもの全てに襲いかかり、観た人を激しく動揺させるからです。だから現代思想としての脱構築を体験した人が、つまり、デリダやフーコーを読んだ人が動揺をさせられたような仕方で「自分を攻撃するのはやめてくれ！」と思うのです。そして三作品目は最も多義的〔ambiguous〕な作品といえるでしょう。観た人に、意味の構築に参加することを呼びかけるのですから...—Lana Wachowski, Movie City News, October 13, 2012

#### トランスジェンダーのアレゴリーとして
この映画のファンの中には、赤い薬を飲むことを、トランスジェンダーの人々やウォシャウスキー姉妹がカミングアウトをした過去のアレゴリーとしてみる人間もいる。1990年代には、紅色をした薬プレマリンなどを服用することが、男性から女性へトランスしたい人間にとってのホルモン療法として一般的だったからである。実際にリリー・ウォシャウスキーは、2000年8月にこの説が正しいことを認めている。

## 分析
オーストラリアの哲学者で作家のラッセル・ブラックフォードは、この赤い薬と青い薬のジレンマを扱ったエッセイを書いている。ブラックフォードは、現実の世界を望んで赤い薬を飲もうとする人間がいたとしても、もし十分な情報を得ていたなら（そしてそもそも飲む人間を何かの基準で選抜していないなら）、シミュレーションされたデジタルな世界よりも自らの身体を持った世界に生きるほうがよいとそもそも考えるか疑問だと論じている。1999年の『マトリックス』ではネオと登場人物の一人であるサイファーが共に青い薬ではなく赤い薬を飲むが、サイファーはモーフィアスがもっと情報をくれたならこんな選択はしなかったと後悔する。結局サイファーは「知らなければよかった」といって機械と取引をし、マトリックスの世界に戻って、それまでの全ての記憶を消しているとおりである。さらにブラックフォードは、『マトリックス』においては、映画という装置がお膳立てをしてくれるので、たとえ赤い薬を飲んだとしても「真の意味で」生きて死ぬことができるとも述べている。逆に言えば、ブラックフォードやSF作家のジェイムズ・パトリック・ケリーは、映画『マトリックス』が、機械や機械によってシミュレーションされた世界の側をむしろ不利な状況においていると考えている。
『Matrix Warrior: Being the One 』の著者であるジェイク・ホースレイは、ネオがマトリックスの外に自分の世界を見出す場面を引用しながら、赤い薬とLSDを比較している。自分は戻ってこれるのかと聞いたネオに対して、モーフィアスが戻りたいのかと逆にたずねる。さらにホースレイは、青い薬の中毒性に注目している。マトリックス・シリーズは、青い薬を飲むか飲まないかの選択の連続だからである。ホースレイによれば「マトリックス」の世界の人間たちの生活習慣やルーティンは、ただ青い薬を服用している人間のそれである。また青い薬はありふれたものである一方で、赤い薬はそもそも非日常的な存在であり、人によってはみつけることさえできない、とホースレイは説明している。

### 文学的・哲学的引喩
『マトリックス』とその続編には、ルイス・キャロルの1865年の小説『不思議の国のアリス』とその1872年の続編『鏡の国のアリス』への多数の言及が含まれている。モーフィアスがネオに語る中では、「白ウサギ」や「ウサギの穴を降りる」といった言葉、そしてネオの発見の道のりを「ワンダーランド」と表現することで、『不思議の国のアリス』の比喩が明示されている。赤と青の薬の概念は、『不思議の国のアリス』でアリスが「私を食べて」とラベルされたケーキと「私を飲んで」とラベルされた薬を見つけるシーンへの言及だと推測されている。ケーキを食べるとアリスは巨大化し、薬を飲むと小さくなる。
『マトリックス』では、グノーシス主義、実存主義、ニヒリズムなど、歴史的な神話や哲学にも言及している。映画の中心概念は、プラトンの『洞窟の比喩』、荘子の「荘周の夢」、ルネ・デカルトの方法的懐疑と悪魔、イマヌエル・カントの現象対物自体の考察、ロバート・ノージックの「経験機械」、シミュレーション仮説や水槽の中の脳の思考実験に例えられる。
ウォシャウスキー姉妹は、撮影前にキアヌ・リーブスに3冊の本を読むように頼んだ。ジャン・ボードリヤールの『シミュラークルとシミュレーション』(1981年)、ケビン・ケリーの『アウト・オブ・コントロール』(1992年)、ディラン・エバンスの『進化論入門』(1999年)である。

### トランスジェンダーの寓意としての赤い薬
ファンの間では、赤い薬はトランスジェンダーの寓意、またはウォシャウスキー姉妹がトランスジェンダーであることをカミングアウトした個人史を表しているのではないかという説がある。1990年代、トランス女性の一般的なホルモン療法には、マルーン色の薬であるプレマリンが含まれていた。一方、当時クローゼットのトランス女性に処方されていた一般的な抗うつ薬プロザックは青色だった。リリー・ウォシャウスキーは2020年8月、映画製作者がトランスジェンダーのテーマを意図的に映画に含めたと述べた。

## 政治的メタファーとして
赤と青の薬の概念は、その後、アメリカの政治的メタファーとして広く使われるようになった。「赤い薬を飲む」または「レッドピル化」とは、主流メディアを含む社会に内在する政治的偏見に気づき、最終的に独立した思考を持つようになることを意味する。一方、「青い薬を飲む」または「ブルーピル化」とは、このような偏見を疑うことなく受け入れることを意味する。
この概念は、オルタナ右翼や右翼の信念に賛同する人々を指す際に、左翼の間でも使われている。
このメタファーの最初の政治的使用は、コロラド大学の社会学教授キャスリーン・J・ティアニーが2006年に発表したエッセイ「The Red Pill」で知られている。そこでは、ハリケーン・カトリーナに対する米国政府の対応が不十分だと感じた人は、「赤い薬を飲む」べきであり、「9.11以降の政策と計画が、実際には自然災害と将来のテロ攻撃の両方に対して国をより脆弱にしている」ことを認識すべきだと主張した。
その後、このメタファーは新反動主義者のブロガーカーティス・ヤーヴィンによって別の文脈で広まった。彼は2007年のブログ記事「The Case Against Democracy: Ten Red Pills」で、ペンネームのMencius Moldbugとしてこの言葉を初めて使用した。そこでは、民主主義が悪いと西洋人を説得しようとするのは、「16世紀のスペインのカトリック教徒に、カトリックへの信仰をやめるよう説得しようとする」ようなものだと論じつつ、民主主義に反対する10の「赤い薬」の議論（と対応する「青い薬」の議論）を提示している。
男性権利運動やマノスフィアの一部では、「赤い薬」という言葉は、結婚や一夫一婦制など、自分が従うことを期待されているジェンダー・ロールが、男女相互の利益のためではなく女性だけの利益のために意図されていると信じるようになる瞬間を特に指すメタファーとして使われている。2016年には、男性権利運動に関するドキュメンタリー『ザ・レッドピル』が公開された。
2017年、政治活動家でコメンテーターのキャンディス・オーウェンズは、アメリカの黒人保守思想を広める「Red Pill Black」というウェブサイトとYouTubeチャンネルを立ち上げた。そこで「レッドピル」という言葉は、信じていた左派のナラティブを拒絶するプロセスのメタファーとして使われている。

## その他の用例
- 1990年の映画『トータル・リコール』には、主人公（アーノルド・シュワルツェネッガーが演じる）が現実に戻りたいという願望を象徴するために、赤い薬を飲むように言われるシーンがある。
- 2004年の書籍『アート・オブ・ザ・スタート』で、著者のガイ・カワサキは、新しい組織のリーダーが現実かファンタジーかを選択するという同じ状況に直面することから、赤い薬をそのアナロジーとして使用している。成功したければ、赤い薬を飲んでウサギの穴がどれほど深いかを見なければならないと付け加えている[39]。
- Maemoオペレーティングシステムのアプリケーションインストーラには、2010年1月に削除されるまで、「Red Pill Mode」というイースターエッグが実装されていた。特定の高度な機能のロックを解除するモードで、初心者ユーザーが高度な機能を誤って使用するのを防ぎつつ経験豊富なユーザーが容易に利用できるようにするものだった。「matrix」というURLのカタログの追加を開始し、キャンセルを選択すると「Which pill?」に対して「Red」または「Blue」を選ぶダイアログボックスが表示され、ここからレッドピルモードに入ることができた[40][41]。レッドピルモードでは、インストーラが通常は認識しないシステムパッケージを表示および再設定できる。ブルーピルモードでは、ユーザーがインストールしたソフトウェアのみが表示され、システムソフトウェアがシステム上に存在しないという錯覚を生み出す。
- 2013年の映画版『LIFE!/ライフ』で、ベン・スティラー演じる主人公がグリーンランドのヌークに着陸した際、空港のブースにいる男性に「借りられる車はありますか？」と尋ねると、男性は「青いのと赤いのがありますよ」と答える。ウォルターは「赤いのにします」と言う[42]。このシーンは公開前の予告編トレーラーの末尾で公開され、「視聴者が『マトリックス』の有名な「レッド/ブルーピル」の会話のオマージュだと気づかなかったとしても、それ自体が奇抜で魅力的なシーケンス」だと評された[43][44]。一方では、「レンタカー屋で赤と青の車を選ぶ場面も言及する価値はある。『マトリックス』の赤い薬からほとんどそのままアイデアを持ってきたというだけのことなのだが。ゼリービーンズ型というか薬の形の車 [デーウ・マティス（英語版）] が2台、色は赤と青。あとはローレンス・フィッシュバーンがカウンターで働いていれば完璧だ」とも書かれている[45]。
- 2023年の映画『バービー』にはこのジレンマへの言及がある。あるシーンで、バービーはバービーランドで何も考えずに生き続けること（ピンクのハイヒールで表現される）と現実世界に入ること（シンプルなビルケンシュトックのサンダルで表現される）の選択を迫られる[46]。結末では、現実世界で人間として生活するようになったバービーが、ライトピンクのビルケンシュトックのサンダルを履いていることが示される。
- ブロック・パーティの曲「She's Hearing Voices（英語版）」の歌詞は「red pill, blue pill」というフレーズが大きな部分を占めている。